# Stachorutes longirostris
Stachorutes longirostris is een springstaartensoort uit de familie van de Neanuridae. De wetenschappelijke naam van de soort is voor het eerst geldig gepubliceerd in 1983 door Deharveng & Lienhard.